# Joseph Hannesschläger

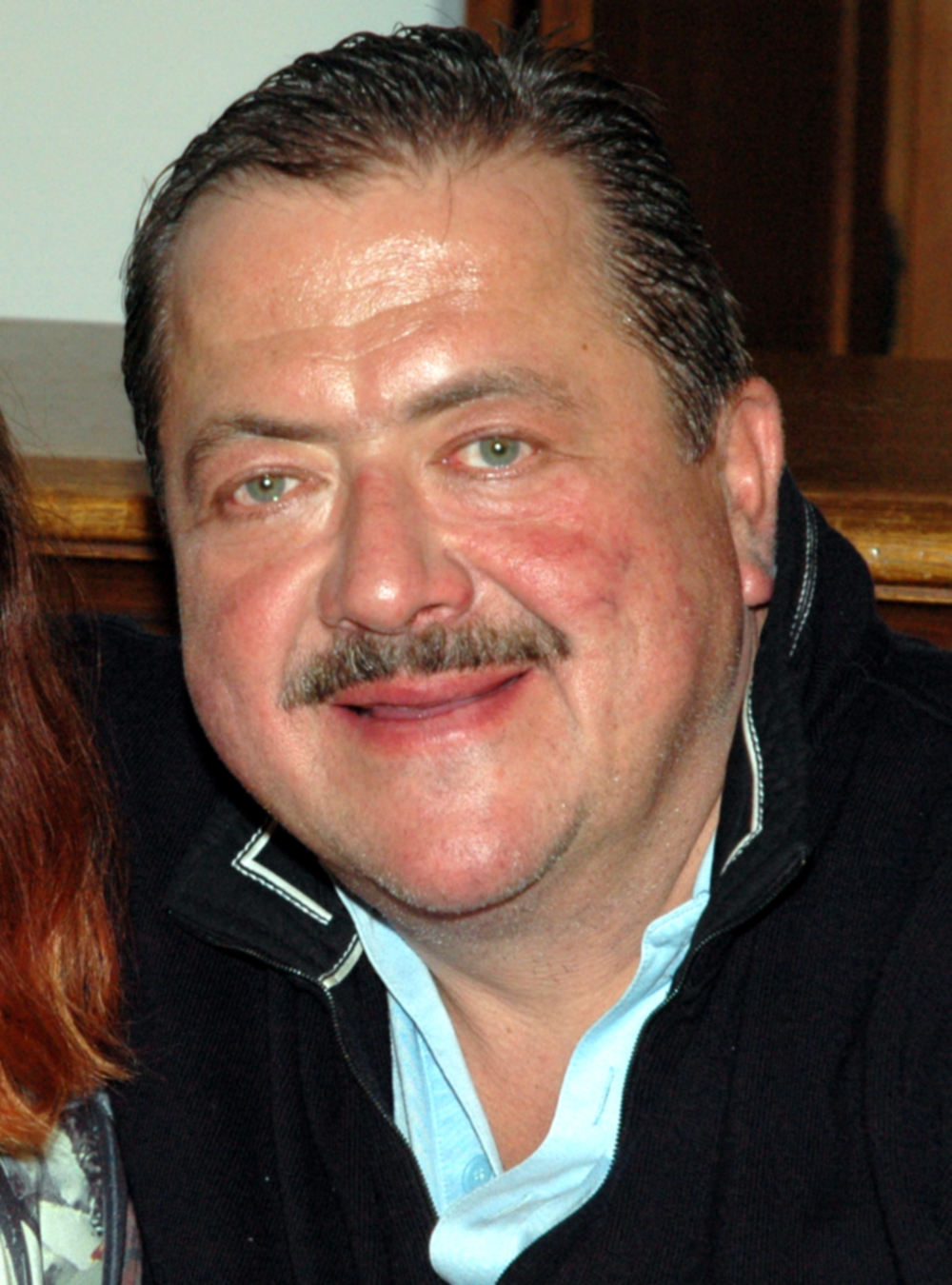
Joseph Hannesschläger (2011)

Joseph Hannesschläger (* 2. Juni 1962 in München; † 20. Januar 2020 ebenda) war ein deutscher Schauspieler und Musiker.

## Leben
Nach einer Ausbildung zum Koch erhielt Hannesschläger seine Schauspielausbildung von 1987 bis 1990 unter anderem bei Alexander Duda. Nach der Ausbildung spielte er u. a. in Theaterstücken wie Warten auf Godot, Ein Sommernachtstraum, Caligula, Die Physiker und West Side Story. Er spielte am Prinzregententheater in München den „Meister“ in der Uraufführung der Theaterfassung des Romanes Krabat von Otfried Preußler und eröffnete zusammen mit Susanne Brantl die Studiobühne des Staatstheaters am Gärtnerplatz in München („Zerwirkgewölbe“) mit dem zum musikalischen Theaterstück ausgearbeiteten Liederabend Mitternachtslieder von Wilfried Hiller und Michael Ende. Er schrieb und spielte mehrere Kabarettprogramme und arbeitete auch als Theater-Regisseur. Auf Tournee war Joseph in 1992 als Knecht in Der Watzmann ruft mit Wolfgang Ambros.
Im Fernsehen spielte Joseph Hannesschläger in über 50 Serien und Fernsehfilmen, darunter auch Gastrollen in der TV-Serie Der Bulle von Tölz. Einem großen Publikum wurde Joseph Hannesschläger durch die Rolle als Kriminalhauptkommissar und Landwirt Korbinian Hofer in der Serie Die Rosenheim-Cops bekannt (über 400 Folgen und vier TV-Filme). Im Kino spielte Hannesschläger in Der Schuh des Manitu (eine kleinere Nebenrolle als Barkeeper), Nur über meine Leiche, Bandits, Die Apothekerin, Poppitz, Harte Jungs und in Knallharte Jungs.
Als Musiker war er mit seiner Showband Discotrain aktiv. Im Juni 2011 veröffentlichte er die CD München im Sommer bei Sony Music. Zirka 50 Prozent der Musik und 75 Prozent der Texte stammten aus seiner Feder. Im Jahr 2011 musste Hannesschläger beruflich wegen mehrerer Beinverletzungen pausieren. Ab April 2012 drehte er wieder Die Rosenheim-Cops und war ab dem 15. Januar 2013 erneut auf Sendung.

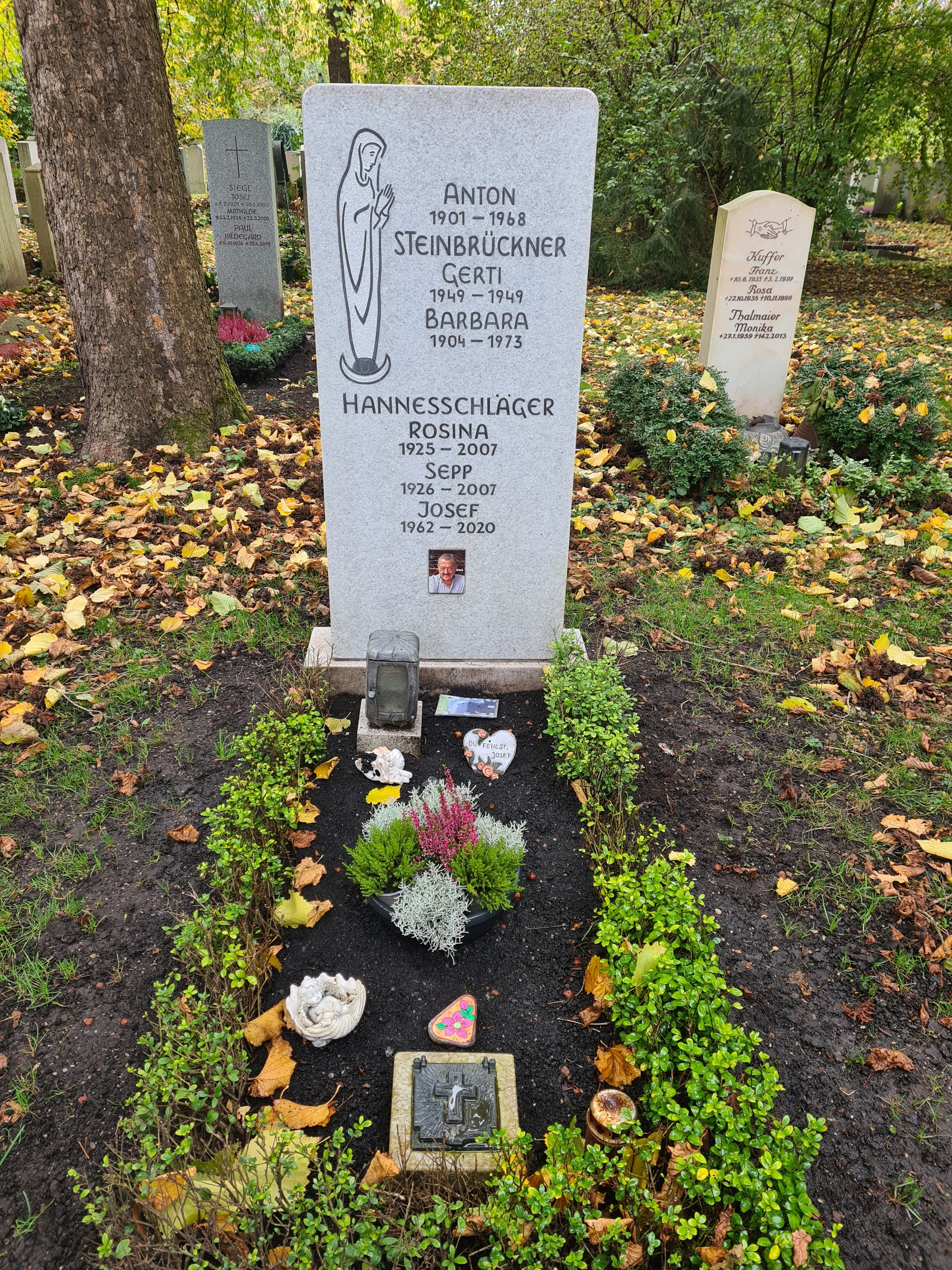
Grab auf dem Ostfriedhof

Sozial engagierte sich Hannesschläger u. a. für die Aktion „Weihnachten im Schuhkarton“ des Vereins Geschenke der Hoffnung, die er 2015 im Rahmen einer Kampagne mit weiteren Prominenten unterstützte. Hannesschläger unterstützte des Öfteren öffentliche Wahlkampfveranstaltungen der SPD und der Grünen.
Im Sommer 2018 heiratete er seine Lebensgefährtin, die Münchnerin Bettina Geyer. Anfang Oktober 2019 wurde bekannt, dass Joseph Hannesschläger an einer Krebserkrankung (neuroendokriner Tumor) mit Metastasen in der Leber litt, die sich nur palliativ behandeln ließ, und er darum aus der Serie Die Rosenheim-Cops aussteigen musste.
Joseph Hannesschläger starb am 20. Januar 2020 im Alter von 57 Jahren in einem Hospiz in München an den Folgen seiner Erkrankung. Die öffentliche Trauerfeier wurde am 27. Januar wie von Hannesschläger gewünscht in der Trauerhalle des Krematoriums auf dem Ostfriedhof in München abgehalten. Familie, Freunde, Fans und Kollegen nahmen Abschied. Freund Christian Ude sowie die Kollegen aus den Rosenheim-Cops, Max Müller und Alexander Duda, hielten Trauerreden. Statt Blumen und Kränzen wünschte sich Hannesschläger Spenden für den Verein Mukoviszidose. Nach der Kremierung wurde die Urne zu einem späteren Zeitpunkt auf dem Ostfriedhof im engsten Familienkreis, im Grab seiner Mutter (Grab 154-7-26), beigesetzt.

## Filmografie
- 1991: Die Distel
- 1992: Die Gailtalerin (Fernsehshow, 9 Folgen)
- 1992: Der Papagei
- 1993: Leporella
- 1993: Der Fahnder (Fernsehserie, Folge: Bosporus Blues)
- 1993: Kanal fatal
- 1993–2003: Forsthaus Falkenau (Fernsehserie, 27 Folgen)
- 1994: Wildbach (Fernsehserie, 1 Folge)
- 1995: Nur über meine Leiche
- 1995: Looosers!
- 1995: Um die 30 (Fernsehserie, 1 Folge)
- 1995: Tatort: Blutiger Asphalt (Fernsehserie)
- 1995: Ciao Bello
- 1996: Ein Bayer auf Rügen (Fernsehserie, 2 Folgen)
- 1996: Dr. Stefan Frank – Der Arzt, dem die Frauen vertrauen (Fernsehserie, Folge: Dein Kind gehört nicht dir)
- 1996–2001: SOKO München (Fernsehserie, 6 Folgen, verschiedene Rollen)
- 1997: Die Apothekerin
- 1997: Der Bulle von Tölz: Bauernhochzeit (Fernsehserie)
- 1997: Der Bulle von Tölz: Tod in der Brauerei
- 1997: Der Komödienstadel – Bonifaz der Orgelstifter
- 1997: Bandits
- 1997: Tatort: Der Teufel
- 1997: Sterben ist gesünder
- 1997: Alle meine Töchter (Fernsehserie, 3 Folgen)
- 1997: Es geschah am hellichten Tag
- 1998: Der Alte (Folge: Tod eines Dealers)
- 1998: Wie bitte?! (Fernsehserie, 12 Folgen)
- 1998: Aus heiterem Himmel (Fernsehserie, 1 Folge)
- 1998: Julia – Eine ungewöhnliche Frau (Folge 10: Das Keltenschwert)
- 1998: Das merkwürdige Verhalten geschlechtsreifer Großstädter zur Paarungszeit
- 1999: Sinan Toprak ist der Unbestechliche (Pilot)
- 1999: Polizeiruf 110: Kopfgeldjäger (Fernsehserie)
- 1999: Auch Männer brauchen Liebe
- 2000: Sinan Toprak ist der Unbestechliche (Fernsehserie, 7 Folgen)
- 2000: Tierarzt Dr. Engel (Fernsehserie, 1 Folge)
- 2000: Kaffee und Kippen (Kurzfilm)
- 2000: Sylvia – Eine Klasse für sich (Fernsehserie, 5 Folgen)
- 2000: Harte Jungs
- 2001: Der Schuh des Manitu
- 2001: Vera Brühne
- 2002: Café Meineid (Fernsehserie, 1 Folge)
- 2002: Bis dass dein Tod uns scheidet
- 2002–2019: Die Rosenheim-Cops (Fernsehserie, 263 Folgen)
- 2002: Knallharte Jungs
- 2002: Poppitz
- 2003: Tigermännchen sucht Tigerweibchen
- 2004: Weißblaue Wintergeschichten (Fernsehserie, Folgen: Der Silvesterkracher/Der falsche Hochzeitsgast)
- 2005: Die Wittelsbacher
- 2006: Die Pro7 Märchenstunde – Hans im Glück – Tauschrausch im Märchenland
- 2006: Weißblaue Geschichten (Fernsehserie, 1 Folge)
- 2012: Welcome to Bavaria (Kurzfilm)
- 2014: Hoffnung (Kurzfilm)
- 2015: Mara und der Feuerbringer
- 2016: In Our Country
- 2016: Warum Siegfried Teitelbaum sterben musste
- 2019: Schmucklos – Der Film

## Diskografie
- 2011: München im Sommer, 7 Days Music von Sony Music[12]